# 第4號交響曲 (馬勒)
G大調第4號交響曲是古斯塔夫·馬勒於1899年至1901年間创作的四樂章交响曲。第四樂章加入女高音獨唱。歌詞選自詩集《少年魔號》中的《天国的生活》（德文：Das himmlische Leben）。第4號是馬勒交響曲中編制最小，时长最短的一首，较为温暖、乐观、精巧，某些乐段甚至有些古典乐派的风格。但依然有着相当强的原创性和马勒独有的特色，体现了作曲家精巧的作曲技艺，尤其是对位法的应用。

## 背景

### 素材的来源
1892年2月，马勒在停了整整18个月之后，又开始创作新的音乐。他写了五首“幽默曲”，其中第五首就是《天国的生活》。他开始打算把这首曲子作为第3號交响曲的结束，并取名为“小孩告诉我”，但最终取消，而是把其中的某些旋律进行加工，放入了“天使告诉我”一部分。在开始构思第4號交響曲时，马勒注意到《天国的生活》有着非比寻常的潜力，并决定将它扩展成一整部交响曲。

### 创作历程
1899年，马勒正式开始创作新交响曲。此时他成为了维也纳国家歌剧院的总监，这是他梦寐以求的职位，而且他在这个职位上的表現相當卓越。维也纳也给了马勒以灵感，使他创作出富有田园诗意的第4號交響曲。他事先做好的草稿包括五个乐章，后来基本被完全颠覆。1899年7月，马勒去萨尔茨卡默古特休假，但却很不走运；天气潮湿、环境吵闹，令马勒苦不堪言。但同时他突然开始酝酿乐思，并在几天内就构思好了整部作品。休假的最后几周，他辛勤劳作，将笔记本带在身边，一有了主意就记下来。回到维也纳之后，他又投身于工作，将笔记本放到了一旁。
1900年，马勒决定建一座房子供自己创作。他认为自己在指挥事业上花费了太多时间，并称以前的伟大作曲家到了他的年纪，已经完成了大部分作品。他在焦虑中继续创作，对极小的噪音也埋怨不止。但当他渐渐进入状态时，发现自己比起前一年已经有了很大的进步。第4號交響曲的创作只花了三个月；同年8月6日，马勒已经完成，在做最后的修饰。他兴奋地向朋友们汇报，并对其复杂的对位法和精妙的发展部津津乐道。

### 首演
该作品于1901年11月25日在慕尼黑首演，由马勒亲自指挥。观众们都以为能听到一部宏大的作品——“另一部第二交响曲”，因而在音乐会完毕之后，普遍感到十分失望，以至于嘘声一片。过了不久，魏因加特纳指挥在法兰克福的首演，马勒又指挥了柏林和维也纳的演出，但都反應很差。

## 分析

### 配器
该作品基本上采用三管制，在马勒的作品中算规模较小的，但依然需要数量相当可观的乐手。尤其特别的是其中没有用到长号和低音號。

| 木管樂器 2 短笛（由第三、四长笛兼任） 4 長笛 英国管（由第三双簧管兼任） 3 雙簧管 E♭調高音单簧管（由第二单簧管兼任） 3 單簧管（A調、降B調、C調） B♭調低音单簧管（由第三单簧管兼任） 3 巴松管 低音巴松管（由第三巴松管兼任） 銅管樂器 4 圆号：F調 3 小号：F調、降B調 | 打擊樂器 定音鼓 大鼓 鈸 串鈴 三角鐵 鑼 鐘琴 人聲 女高音獨唱（第四樂章） 弦樂器 第一、第二小提琴 中提琴 大提琴 低音提琴 豎琴 |

依照工具書《管弦樂作品手冊》指示，上述之配器可簡記為"*4 *3 =3 *3—4 3 0 0—tmp+4—hp—str"。

### 结构
全曲共4个乐章：
1. 精致、从容地—非常闲适地（Bedächtig. Nicht eilen—Recht gemächlich）
2. 悠闲地速度，不紧不慢（In gemächlicher Bewegung; ohne Hast）
3. 平缓，略似柔板（Ruhevoll, poco Adagio）
4. 非常满足地（Sehr behaglich）

全长约55至60分钟。

#### 第一乐章
第一乐章（精致、从容地—非常闲适地），奏鸣曲式。时长约16分钟。以串铃和长笛声开头，营造了幻境般的气氛。阿多诺称这仿佛是“很久很久以前”的童话故事一般。第一主题温暖、天真，由第一小提琴奏出上升的旋律，有着鲜明的维也纳特征。第二主题略为有些趾高气扬，但也同样散发着自然、平静的气息。在发展部中，不同的动机混合在一起。其间加入了一段中国式的笛声（马勒对于东方文化十分感兴趣），随后又有低音强奏的险恶乐段，形成了梦境一样不断幻化的场景，被形容为“一叠牌被洗乱”一般。然而动机都还可以辨识出来。在一个精致的休止过后，温暖的第一主题重现，并达到了欢快、闲适的高潮。该乐章在节日一样的欢愉气氛中结束。

#### 第二乐章
第二乐章（悠闲的速度，不紧不慢地），谐谑曲，连德勒舞曲节奏。时长约9分钟。该乐章中的小提琴故意调高了一个全音，奏出安静却有些诡异的主题，使得音乐产生尖利和戏仿的效果。之后又出现了奇特的拨弦声，以弦乐梦幻般的弱奏为背景。二者经过发展和重复，营造了马勒原本注释的效果：“死神跳起了舞，她拿着她的小提琴乱拉一气，却把我们都引领向天堂。”结尾轻松灵巧，马勒称：“本来就不那么严肃嘛”。

#### 第三乐章
第三乐章（平缓，略似柔板）是该交响曲中的慢乐章，混用了輪旋曲與變奏曲式，其时长约20余分。开头的主题显得镇静、优美，如同冥思一般；第二主题则极端悲恸、激动。尾声转到E大调，预示了第四乐章的主题，然后突然变得激昂、热烈，在模进中乐团齐鸣，似乎打开了天国的大门。该乐章安宁、严谨、深刻，触及了马勒的灵魂所在。阿多诺如此形容：“把一切悲观气质抛开，长长的旋律线探索了美好故乡的静谧情怀，抚慰我们因世界的有限而造成的苦痛。”马勒称这一乐章“同时又笑又哭。”——据说写这一乐章时，马勒就想起自己的母亲的“含泪的微笑”，并说她“用爱解决并宽恕了一切的苦难”。1901年，关于第三乐章“神圣的欢乐与深沉的悲哀”，马勒又这样写道：
|  | 圣乌苏拉，最严肃的圣徒，在这崇高的境界中，也不由得嫣然一笑。她的微笑仿佛教堂中躺着的古老骑士的雕像，他们的手交叉在胸前，他们的神情安详，好像得到了上界的恩惠；庄严、充满福祉的平和；严肃、温柔美好的欢乐。这就是这一乐章的性格；但它也有极深沉的悲哀时刻，此时人就想起尘世的生活，而欢愉也转变为激烈的冲动。 |

#### 第四乐章
第四乐章（非常满足地），女高音独唱歌曲《天国的生活》。时长约10分钟。这一章虽然不长，却是全曲的中心，如同贝多芬《第九交响曲》的末乐章一般。该乐章以小孩的视角描述了天堂中的美好生活，其中既有稚嫩的快乐，也有小孩的野蛮和自私，但总之体现了马勒经历了坎坷、令人心碎的生活，在他极度敏感的心灵中依然有着对童稚和天真的追求。在给女高音的指示中，马勒写道“完全欢乐、童真的表达，毫无模仿的成分”。该乐章的E大调尾声，在温柔的弱音中结束，给人以“此曲只应天上有”的感受，足可与马勒的《第九交响曲》和《大地之歌》的结尾相比。马勒曾这样描述末乐章的意境：
|  | 当人，心中怀着崇敬和困惑，问道：“这究竟都是什么意思？”一个孩子就会拿第四乐章来回答他：“这是天国的生活。” |

### 歌词
| Das himmlische Leben (aus Des Knaben Wunderhorn) Wir genießen die himmlischen Freuden, D'rum tun wir das Irdische meiden. Kein weltlich' Getümmel Hört man nicht im Himmel! Lebt alles in sanftester Ruh'. Wir führen ein englisches Leben, Sind dennoch ganz lustig daneben; Wir tanzen und springen, Wir hüpfen und singen, Sankt Peter im Himmel sieht zu. Johannes das Lämmlein auslasset, Der Metzger Herodes d'rauf passet. Wir führen ein geduldig's, Unschuldig's, geduldig's, Ein liebliches Lämmlein zu Tod. Sankt Lucas den Ochsen tät schlachten Ohn' einig's Bedenken und Achten. Der Wein kost' kein Heller Im himmlischen Keller; Die Englein, die backen das Brot. Gut' Kräuter von allerhand Arten, Die wachsen im himmlischen Garten, Gut' Spargel, Fisolen Und was wir nur wollen. Ganze Schüsseln voll sind uns bereit! Gut' Äpfel, gut' Birn' und gut' Trauben; Die Gärtner, die alles erlauben. Willst Rehbock, willst Hasen, Auf offener Straßen Sie laufen herbei! Sollt' ein Fasttag etwa kommen, Alle Fische gleich mit Freuden angeschwommen! Dort läuft schon Sanct Peter Mit Netz und mit Köder Zum himmlischen Weiher hinein. Sankt Martha die Köchin muß sein. Kein' Musik ist ja nicht auf Erden, Die unsrer verglichen kann werden. Elftausend Jungfrauen Zu tanzen sich trauen. Sankt Ursula selbst dazu lacht. Kein' Musik ist ja nicht auf Erden, Die unsrer verglichen kann werden. Cäcilia mit ihren Verwandten Sind treffliche Hofmusikanten! Die englischen Stimmen Ermuntern die Sinnen, Daß alles für Freuden erwacht. | 天国的生活 （选自《少年魔号》） 我们享受着天国的喜乐， 与人间大不相同； 世间的喧嚣和吵闹， 在天国中杳无踪影。 人人都和睦安宁， 生活如天使一般， 度过欢乐的时光。 我们舞蹈、跑动， 我们又跳又唱。 天上的圣彼得在看着。 约翰把小羊放出来， 屠夫希律眈眈等候。 我们把一只温柔 驯服而善良的 小羊羔处以死刑。 圣路加宰了牛， 一点也不必担忧。 在天国的酒窖里， 美酒不用付价钱。 天使们则烘烤面包。 每一种美味的蔬菜， 都在天国的菜园中生长， 有上好的莴苣和豆子， 所有我们想要的东西。 满满的盘子都为我们而备！ 优质的苹果、梨和葡萄， 园丁让我们随心所欲。 如果你想要獐和野兔， 他们立刻跑到街上， 带上许多赶回来。 如果是斋戒的日子， 鱼儿又开始高兴地游动。 看那圣彼得带着 他的渔网和鱼饵， 跑到天国的池塘边。 圣玛莎一定要掌厨。 世间的一切音乐， 都不能与我们的相比， 当那一万一千个少女 开始翩翩起舞时， 圣乌苏拉也露出笑颜。 世间的一切音乐， 都不能与我们的相比。 西西莉娅和她的亲友们 都是绝佳的乐手。 天使的美妙歌声， 使我们感到满足， 让我们醒来就欢乐。 |

## 评价
这部作品在刚首演时很不被理解，听众和评论家甚至认为马勒在故弄玄虚。一方面评论称作曲家“用不适合的材料自娱自乐”，另一方面又说“用可怕的噪音折磨听众的耳膜”，“风格和旋律都矫揉造作、歇斯底里”，比前三部作品还要恶劣。今日的听众可能无法理解如此可爱的一部作品在当时竟这样不受欢迎。即使如此，第4號交響曲仍是馬勒自身最喜愛的作品之一，且由於篇幅、編制較小的緣故，在財務上受到指揮、樂團經紀人等的青睞，也在情理之內。
然而现在，随着马勒的交响曲渐渐得到“复兴”，这部作品也跻身于优秀曲目的行列中。与马勒标志性的“痛苦音乐”（例如《第六交响曲》末乐章和《悼亡儿之歌》）大相径庭，这部作品在马勒的创作历程中也有着特殊的地位。它纯真、优美，充满如歌的美好乐段，令人难以相信作曲家当时有着来自工作和生活的双重压力。第4號交響曲的音乐语言仿佛直接来源于维也纳古典乐派，来源于海顿和舒伯特，但其五彩斑斓和千变万化是马勒所独有的。

### 标题性
马勒在前几部交响曲中，都设定了标题性质的小标题和描述的文句。但他后来认为李斯特的交响诗式的标题音乐，既褫夺了音乐家的自由，也使观众容易受到误导。因而第4號交響曲并没有类似的标题。虽然如此，马勒还是暗示了其中某些乐段有所指，例如第三乐章开头仿佛“一尘不染的蓝天”。

### 艺术特点
全曲旋律优雅美丽、富有原创性，作曲家曾将之与一幅原始的金色背景的画作相比。在该交响曲中，马勒试图探索用较经济的手法写出明澈的音色，甚至没有使用长号和低音号。他想写一部较易接受的作品，所以该曲规模较小，篇幅较短，内容也并不复杂。
第4號交響曲情绪乐观、充满爱意，从某种程度上回归了维也纳乐派的古典风格，但又悖论般地充斥着极具原创性的马勒式乐段。可以说，这部作品绝非复古之作，而是试图对古典的模式进行拓展和改造，给它赋予现代的气质，也是马勒自我发现的过程。其纯真和乐天的性格，也体现了马勒性格中深层的、隐蔽的一面。
与马勒其它作品相比，第4號交響曲似乎分量较轻；但事实上，其乐思紧凑、新颖，还有多处複音音樂段落，其精巧性都是马勒从未创作出过的，之前的几部大作也无法相比。与之前的作品不同，多处运用了对位的手法，表示了马勒从早期到中期的风格转变（马勒在之后的交响曲中，将对位法运用得更加频繁和纯熟）。

## 錄音節選
- 克劳迪奥·阿巴多指揮柏林爱乐乐团，德意志留声机，2005年
- 皮埃尔·布莱兹指揮克利夫兰管弦乐团，德意志留声机，2004年
- 費舍爾·伊萬指揮布达佩斯节日管弦乐团，Channel Classics，2009年
- 伯纳德·海廷克指揮王家音樂廳管弦樂團，Philips，1983年
- 菲利浦·赫爾維格指揮香榭麗舍管弦樂團（法语：Orchestre des Champs-Élysées），Phi，2010年
- 伊利亞胡·殷巴爾指揮法蘭克福廣播交響樂團，登昂（日语：デノン）公司，1985年
- 弗朗索瓦-克萨维耶·罗特指揮法國世紀樂團，Harmonia mundi，2022年
- 乔治·索尔蒂指揮芝加哥交响乐团，Decca，1983年
- 汉斯·斯瓦洛夫斯基指揮捷克爱乐乐团，Supraphon，1988年

## 外部連結
- 馬勒第4號交響曲：国际乐谱典藏计划上的乐谱